# Smeryngolaphria pallida
Smeryngolaphria pallida är en tvåvingeart som beskrevs av Stanley Willard Bromley 1935. Smeryngolaphria pallida ingår i släktet Smeryngolaphria och familjen rovflugor.
Artens utbredningsområde är Kongo. Inga underarter finns listade i Catalogue of Life.